# Humber l'Unno
Humber l'Unno è un personaggio che compare nell'opera pseudostorica Historia Regum Britanniae di Goffredo di Monmouth. Secondo la leggenda, invase le Isole Britanniche nel XII secolo a.C. e il suo popolo conquistò la Scozia.
L'appellativo "unno" (hun) non va inteso come un riferimento al popolo degli Unni, ma piuttosto a quello degli Scoti. Ancora oggi infatti in Ulster i protestanti di origine scozzese sono chiamati huns. Il racconto di Goffredo contiene anche la paraetimologia di due dei maggiori fiumi della Gran Bretagna, l'Humber e il Severn.

## Leggenda
Secondo il racconto di Goffredo, in seguito alla divisione della Gran Bretagna tra Locrino, Kamber e Albanatto, Humber invase la Scozia, allora chiamata Alba, e uccise Albanatto in battaglia. Gli abitanti del regno fuggirono a sud, dove Locrino si alleò con Kamber, e sconfisse Humber vicino a un fiume, in cui egli annegò. Il fiume, che all'epoca segnava il confine tra i regni di Alba e di Loegria, prese quindi da lui il nome di Humber.
Quando Locrino fece razzia sulle navi di Humber dopo la sua morte, vi trovò la consorte, Estrildis, figlia del re di Germania. Locrino sposò Estrildis, così gli "Unni" poterono stabilirsi in Gran Bretagna al seguito della loro regina. In seguito la moglie ripudiata di Locrino, Gwendolen, annegò la figlia di Locrino ed Estrildis, Hafren, in un altro fiume, che da lei prese il nome di Severn (in gallese Hafren).